# Ромаев, Михаил Тимурович
Михаил Тимурович Ромаев (Пустой шаблон {{ВД-Преамбула}} ) — российский хоккеист, нападающий.

## Биография
С пяти лет стал заниматься хоккеем в секции подольского «Витязя», первый тренер Владимир Феденко. В сезонах-2016/2017 — 2017/18 играл в команде МХЛ «Русские витязи». В 2018 году был обменян в систему «Сибири», в сезонах 2018/19 — 2020/21 выступал в МХЛ за «Сибирских снайперов». В январе 2020 года дебютировал в КХЛ, всего провёл за «Сибирь» 23 матча. Также сыграл семь матчей за «Южный Урал» в ВХЛ (2020/21). 24 августа 2021 года «Сибирь» расторгла контракт по соглашению сторон. В сезоне-2021/22 сыграл 13 матчей за ХК «Сочи». 13 июля 2023 года подписал пробные контракты с «Ладой», но 24 июля расторг соглашение.